# Теннисный чемпионат Дубая 2014
Теннисный чемпионат Дубая 2014 — ежегодный профессиональный теннисный турнир в серии ATP 500 для мужчин и премьер серии для женщин.
Соревнования проводились на открытых хардовых кортах в Дубае, ОАЭ. Мужчины выявили лучших в 22-й раз, а женщины — в 14-й.
Турнир прошёл с 15 февраля по 1 марта 2014 года: первую неделю лучшую выявляли женщины, а вторую — мужчины.
Прошлогодние победители:
- мужчины одиночки —  Новак Джокович
- женщины одиночки —  Петра Квитова
- мужчины пары —  Махеш Бхупати /  Микаэль Льодра
- женщины пары —  Бетани Маттек-Сандс /  Саня Мирза

## Соревнования

### Мужчины одиночки
Роджер Федерер обыграл  Томаша Бердыха со счётом 3-6, 6-4, 6-3.
- Федерер выигрывает 1-й титул в сезоне и 78-й за карьеру в туре ассоциации.
- Бердых уступает 1-й финал в сезоне и 12-й за карьеру в туре ассоциации.

### Женщины одиночки
Винус Уильямс обыграла  Ализе Корне со счётом 6-3, 6-0.
- Уильямс выигрывает 1-й титул в сезоне и 45-й за карьеру в туре ассоциации.
- Корне уступает 1-й финал в сезоне и 4-й за карьеру в туре ассоциации.

### Мужчины пары
Рохан Бопанна /  Айсам-уль-Хак Куреши обыграли  Даниэля Нестора /  Ненада Зимонича со счётом 6-4, 6-3.
- Бопанна выигрывает 1-й титул в сезоне и 10-й за карьеру в туре ассоциации.
- Куреши выигрывает 1-й титул в сезоне и 10-й за карьеру в туре ассоциации.

### Женщины пары
Алла Кудрявцева /  Анастасия Родионова обыграли  Ракель Копс-Джонс /  Абигейл Спирс со счётом 6-2, 5-7, [10-8].
- Кудрявцева выигрывает 2-й титул в сезоне и 7-й за карьеру в туре ассоциации.
- Родионова выигрывает 2-й титул в сезоне и 8-й за карьеру в туре ассоциации.